# Paul Masson (homme politique)
Pour les articles homonymes, voir Paul Masson et Masson.
Paul Masson, né le 21 juillet 1920 à Ussel (Corrèze) et mort le 28 mai 2009 dans le 14e arrondissement de Paris, est un homme politique français.

## Biographie

### Carrière professionnelle
Après avoir été breveté de l'école nationale de la France d'outre-mer, Paul Masson entame une carrière de haut fonctionnaire. Il est d'abord administrateur en Afrique de l'Ouest française, puis directeur de cabinet de différents ministres – dont notamment le ministre de la Défense Michel Debré en 1972-1973. Il est préfet du Lot en 1971-1972, préfet de la région Centre, préfet du Loiret de 1973 à 1976 et préfet de la région Aquitaine, préfet de la Gironde de 1976 à 1978.

### Carrière politique
Paul Masson entame sa carrière politique en étant élu maire d'Estouy en 1979.
Bénéficiant de son parcours préfectoral et de son mandat municipal, Paul Masson est élu sénateur du Loiret lors des élections sénatoriales françaises de 1983 dès le 1er tour avec 75 % des voix.
Dès 1986, Paul Masson est élu conseiller régional du Centre. Réélu en 1992, il est le 1er vice-président du Conseil régional aux côtés de son président Maurice Dousset. Paul Masson ayant regretté de ne pas être choisi comme président du Conseil, les relations entre les deux hommes resteront mitigées. Il est président du groupe RPR, qui sera majoritaire au sein de la majorité régionale.
En 1996, il crée le Syndicat mixte du pays Beauce Gâtinais en Pithiverais qu'il préside jusqu'en 2001.
En 1998, il choisit de ne pas se représenter à un nouveau mandat de conseiller régional. Il réussit néanmoins à soutenir la candidature de sa collaboratrice parlementaire Monique Bévière afin que celle-ci soit élue conseillère régionale, ce qui sera le cas. C'est également cette dernière qui lui succédera à la tête du Pays Beauce Gâtinais en Pithiverais.
En 2001, il n'est pas candidat à un nouveau mandat sénatorial. Il aurait souhaité que Monique Bévière lui succède également à cette dernière fonction, ce qu'il n'a pas réussi à rendre possible.

## Détail des fonctions et des mandats

### Mandats coloniaux
- 1948 – 1955 : Administrateur adjoint
  - dans les France d'outre-mer
  - à Niamey au Niger
  - en Haute-Volta
  - au Soudan français
- 1954 – 1957 : Administrateur en Chef
- 1957 – 1958 : Secrétaire général de la Guinée
- 1959 – 1960 : Haut commissaire auprès de la République de Haute-Volta[2]

### Haut fonctionnaire
- 12 juillet 1967 – 29 octobre 1971 : Préfet du Lot
- novembre 1971 – juillet 1972 : Directeur de Cabinet civil et militaire du ministre de la défense nationale, de Michel Debré
- 14 juin 1973 – 10 septembre 1976 : Préfet de la région Centre et du Loiret
- 10 septembre 1976 – 27 avril 1978 : Préfet de la région Aquitaine et de la Gironde
- novembre 1971 – juillet 1972 : Directeur de Cabinet du ministre de la défense, de Yvon Bourges[2]

### Mandat parlementaire
- 25 septembre 1983 - 27 septembre 1992 : Sénateur du Loiret

## Récompenses et distinctions

### Décorations
- Commandeur de la Légion d'honneur Il est fait chevalier le 11 août 1958, officier le 26 décembre 1969 puis commandeur le 18 mars 1992[2].